# Doble factorial

Els quinze diagrames de cordes diferents amb sis punts o, de forma equivalent, els quinze aparellaments diferents en un graf complet de sis vèrtexs. Aquests són comptats pel doble factorial 15 = (6-1) !!.

En matemàtiques, s'anomena doble factorial o semifactorial de {\displaystyle n} al producte de tots els enters d'1 fins a un nombre enter no-negatiu que tenen la mateixa paritat (parell o senar) que {\displaystyle n}, i es denota per {\displaystyle n!!}. Es defineix per
{\displaystyle n!!=\prod _{k=0}^{\left\lceil {\frac {n}{2}}\right\rceil -1}(n-2k)=n(n-2)(n-4)\cdots }
Per exemple, {\displaystyle 9!!=9\times 7\times 5\times 3\times 1=945}
(Una conseqüència d'aquesta definició és que {\displaystyle 0!!=1}, com un producte buit).
El doble factorial per a {\displaystyle n} parell és:
{\displaystyle n!!=\prod _{k=1}^{\frac {n}{2}}(2k)=n(n-2)(n-4)\cdots 4\cdot 2\,}
La seqüència del doble factorial per als parells {\displaystyle n=0,2,4,6,8,...} comença així:
1, 2, 8, 48, 384, 3840, 46080, 645120,... (successió A000165 a l'OEIS)
El doble factorial per a {\displaystyle n} senar és:
{\displaystyle n!!=\prod _{k=1}^{\frac {n+1}{2}}(2k-1)=n(n-2)(n-4)\cdots 3\cdot 1\,}
La seqüència del doble factorial per als senars {\displaystyle n=1,3,5,7,9,...} comença així:
1, 3, 15, 105, 945, 10395, 135135,... (successió A001147 a l'OEIS)
El doble factorial no s'ha de confondre amb la funció factorial iterada dues vegades, que s'escriu {\displaystyle (n!)!} i no {\displaystyle n!!}.
De vegades s'utilitza el terme factorial senar per al doble factorial d'un nombre senar. El factorial senar de {\displaystyle n} es defineix com el producte de tots els nombres senars enters positius fins a {\displaystyle n}, és a dir, {\displaystyle n!!} si {\displaystyle n} és senar i {\displaystyle (n-1)!!} si {\displaystyle n} és parell.
Merserve (1948) (possiblement la publicació més primerenca que va utilitzar una notació doble factorial) afirma que el doble factorial es va introduir originalment per simplificar l'expressió de determinades integrals trigonomètriques sorgides de la derivació del producte de Wallis. També apareix el doble factorial a l'hora d'expressar el volum d'una hiperesfera, i tenen moltes aplicacions en combinatòria enumerativa. Es produeixen en la distribució t de Student (1908), tot i que William Sealy Gosset no va utilitzar la notació de doble exclamació.

## Relació amb el factorial
A causa que el doble factorial només involucra la meitat de factors que un factorial ordinal, el seu valor no és major que l'arrel quadrada del factorial {\displaystyle n!}, i és molt menor que el factorial iterat {\displaystyle (n!)!}.
Per a un enter positiu parell {\displaystyle n=2k,k\geq 0}, el doble factorial s'expressaria com
{\displaystyle n!!=2^{k}k!\,.}
Per a un enter positiu senar {\displaystyle n=2k-1,k\geq 1}, el doble factorial s'expressaria com:
{\displaystyle n!!=(2k-1)!!={\frac {(2k)!}{(2k)!!}}={\frac {(2k)!}{2^{k}k!}}={\frac {n!}{(n-1)!!}}\,.}
En aquesta expressió, el primer denominador és igual a {\displaystyle (2k)!!} i cancel·la els factors parells no desitjats del numerador.
Per a un enter positiu senar {\displaystyle n=2k-1,k\geq 1}, el doble factorial es pot expressar en termes de k-permutacions de 2k com:
{\displaystyle (2k-1)!!={\frac {_{2k}P_{k}}{2^{k}}}={\frac {(2k)^{\underline {k}}}{2^{k}}}\,.}

## Aplicacions en combinatòria enumerativa

Els quinze arbres binaris amb arrels diferents (amb fills desordenats) en un conjunt de quatre fulles etiquetades, il·lustrant 15 = (2 · 4 - 3)!! (vegeu el text de l'article).

Els dobles factorials estan motivats pel fet que ocorren freqüentment en la combinatòria enumerativa. Per exemple, {\displaystyle n!!} per a valors imparells de {\displaystyle n} compta amb:
- Aparellaments perfectes en el graf complet {\displaystyle K_{n+1}} per a {\displaystyle n} senar. De tal graf, qualsevol vèrtex {\displaystyle v} té {\displaystyle n} possibles vèrtexs als quals es pot unir, i una vegada que es fa aquesta elecció, el problema restant és seleccionar una combinació perfecta en el graf complet amb dos vèrtexs menys. Per exemple, un graf complet amb quatre vèrtexs {\displaystyle a}, {\displaystyle b}, {\displaystyle c}, i {\displaystyle d} tenen tres aparellaments perfectes: {\displaystyle ab} i {\displaystyle cd}, {\displaystyle ac} i {\displaystyle bd}, i {\displaystyle ad} i {\displaystyle bc}.[1] Els aparellaments perfectes poden ser descrits de molts altres maneres equivalents, incloent les involucions sense punts fixos en un conjunt de {\displaystyle n+1} elements (permutacions en les quals un cicle és una parella)[1] o diagrames de cordes (conjunts de cordes d'un conjunt de {\displaystyle n+1} punts espaiats igualment en un cercle en el qual cada punt és el punt final d'exactament una corda, també anomenat diagrames de Brauer).[5][6][7] El nombre de coincidències en grafs complets, sense limitar les coincidències per a ser perfectes, són donades pels números de telèfon, que es poden expressar com una suma de doble factorials.[8]
- Permutacions de Stirling, permutacions del multiconjunt de números {\displaystyle 1,1,2,2,...,k,k} en els quals cada parell de nombres iguals està separat només per nombres més grans, en els quals {\displaystyle k=(n+1)/2}. Les dues còpies de {\displaystyle k} han de ser adjacents; eliminant-les de la permutació, deixen una permutació en la qual el major element és {\displaystyle k-1}, amb {\displaystyle n} posicions en què el parell adjacent de {\displaystyle k} valors pot ser col·locat. Des d'aquesta construcció recursiva, una prova de que les permutacions de Stirling es compten per dobles permutacions se segueix per inducció.[1] Alternativament, en lloc de la restricció que els valors entre un parell han de ser majors que el parell, un pot considerar les permutacions d'aquest multiconjunt en el qual les primeres còpies de cada parell apareix en un ordre saltat; tal com una permutació defineix un aparellament en les {\displaystyle 2k} posicions de la permutació, així que el nombre de permutacions ha de ser comptat per dobles permutacions.[5]
- Monticles, arbres amb {\displaystyle k+1} vèrtexs etiquetats {\displaystyle 0,1,2,...,k}, de manera que l'arrel de l'arbre té ordre {\displaystyle 0}, cada vèrtex té una etiqueta més gran que el del seu parent, i cada descendent té un ordre fix. Un recorregut d'Euler per l'arbre (amb vèrtex dobles) dona lloc a una permutació de Stirling, i cada permutació de Stirling representa un arbre d'aquesta manera.[1][9]
- Els arbres binaris sense arrels amb {\displaystyle (n+5)/2} fulles etiquetades. Cada arbre està format per un arbre amb una fulla menys, per la subdivisió d'una de les {\displaystyle n} fulles de l'arbre i fent que el nou vèrtex sigui el pare d'una nova fulla.
- Els arbres binaris amb arrels amb {\displaystyle (n+3)/2} fulles etiquetades. Aquest cas és semblant a l'arbre que no té arrels, però la quantitat de vèrtex que es poden subdividir és igual i, a més de subdividir un vèrtex, és possible afegir un vèrtex a un arbre amb menys fulles afegint una nova arrel amb dos fills que són l'arbre més petit i la nova fulla.[1][5]

Callan (2009) i Dale & Moon (1993) enumeren molts objectes addicionals amb la mateixa seqüència de recompte, incloent «paraules trapezoïdals» (numerals en un sistema d'arrel mixta amb augment imparell d'arrels), camins de Dyck etiquetats per altura, arbres ordenats per altura, «camins òptims», i certs vectors que descriuen les fulles amb el menor ordre descendent de cada vèrtex en un arbre binari amb arrels. Per a les proves bijectives, alguns d'aquests objectes són equipotents (veure Rubey (2008) i Marsh & Martin (2011)).
Els factorials dobles donen el nombre d'elements dels grups hiperoctaèdrics (permutacions o simetries d'un hipercub).

## Ampliacions

### Arguments negatius
El factorial ordinari, quan s'estén a la funció gamma, té un pol en cada nombre enter negatiu, impedint que el factorial sigui definit en aquests nombres. Tanmateix, el doble factorial de nombres imparells es pot estendre a qualsevol argument sencer negatiu imparell invertint la seva relació de recurrència.
{\displaystyle n!!=n\times (n-2)!!}
donant
{\displaystyle n!!={\frac {(n+2)!!}{n+2}}\,.}
Utilitzant aquesta recurrència invertida, {\displaystyle -1!!=1}, {\displaystyle -3!!=-1} i {\displaystyle -5!!=1/3}; els nombres senars negatius amb major magnitud tenen doble factorials en forma de fracció. En particular, això es dona quan {\displaystyle n} és un nombre senar,
{\displaystyle (-n)!!\times n!!=(-1)^{\frac {n-1}{2}}\times n\,.}

### Arguments complexos
Fent cas omís de la definició anterior de {\displaystyle n!!} per a valors parells de {\displaystyle n}, el doble factorial per enters senars es pot estendre a la majoria dels nombres reals i complexos {\displaystyle z} observant que quan {\displaystyle z} és un enter senar positiu, llavors
{\displaystyle {\begin{aligned}z!!&=z(z-2)\cdots (3)=2^{\frac {z-1}{2}}\left({\frac {z}{2}}\right)\left({\frac {z-2}{2}}\right)\cdots \left({\frac {3}{2}}\right)\\&=2^{\frac {z-1}{2}}{\frac {\Gamma \left({\frac {z}{2}}+1\right)}{\Gamma \left({\frac {1}{2}}+1\right)}}={\sqrt {\frac {2^{z+1}}{\pi }}}\Gamma \left({\frac {z}{2}}+1\right)=\left({\frac {z}{2}}\right)!{\sqrt {\frac {2^{z+1}}{\pi }}}\,.\end{aligned}}}
D'aquesta es pot derivar una definició alternativa de {\displaystyle z!!} per a valors no enters negatius, senars de {\displaystyle z}:
{\displaystyle (2k)!!={\sqrt {\frac {2}{\pi }}}\prod _{i=1}^{k}(2i)=2^{k}k!{\sqrt {\frac {2}{\pi }}}\,}
amb el valor de {\displaystyle 0!!} que en aquest cas és
{\displaystyle 0!!={\sqrt {\frac {2}{\pi }}}\approx 0.797\,884\,5608\dots \,.}
L'expressió trobada per a {\displaystyle z!!} es defineix per a tots els nombres complexos, excepte els nombres enters negatius. Utilitzant-lo com en la definició, es pot expressar el volum d'una hiperesfera de dimensió {\displaystyle n} i de radi {\displaystyle R} com
{\displaystyle V_{n}={\frac {2(2\pi )^{\frac {n-1}{2}}}{n!!}}R^{n}\,.}

## Identitats addicionals
Per valors enters de {\displaystyle n},
{\displaystyle \int _{0}^{\frac {\pi }{2}}\sin ^{n}x\,dx=\int _{0}^{\frac {\pi }{2}}\cos ^{n}x\,dx={\frac {(n-1)!!}{n!!}}\times {\begin{cases}1&{\text{si }}n{\text{ és senar}}\\{\frac {\pi }{2}}&{\text{si }}n{\text{ és parell.}}\end{cases}}}
Usant, en canvi, el desenvolupament del doble factorial de nombres senars a nombres complexos, la fórmula és
{\displaystyle \int _{0}^{\frac {\pi }{2}}\sin ^{n}x\,dx=\int _{0}^{\frac {\pi }{2}}\cos ^{n}x\,dx={\frac {(n-1)!!}{n!!}}{\sqrt {\frac {\pi }{2}}}\,.}
També es poden utilitzar els doble factorials per avaluar integrals de polinomis trigonomètrics més complexos.
Els doble factorials de nombres senars estan relacionats amb la funció gamma per la identitat:
{\displaystyle (2n-1)!!=2^{n}\cdot {\frac {\Gamma \left({\frac {1}{2}}+n\right)}{\sqrt {\pi }}}=(-2)^{n}\cdot {\frac {\sqrt {\pi }}{\Gamma \left({\frac {1}{2}}-n\right)}}\,.}
Algunes identitats addicionals que impliquen doble factorials de nombres senars són:
{\displaystyle {\begin{aligned}(2n-1)!!&=\sum _{k=1}^{n-1}{\binom {n}{k+1}}(2k-1)!!(2n-2k-3)!!\,,\\(2n-1)!!&=\sum _{k=0}^{n}{\binom {2n-k-1}{k-1}}{\frac {(2k-1)(2n-k+1)}{k+1}}(2n-2k-3)!!\,,\\(2n-1)!!&=\sum _{k=1}^{n}{\frac {(n-1)!}{(k-1)!}}k(2k-3)!!\,.\end{aligned}}}

## Generalitzacions

### Definicions
De la mateixa manera que el doble factorial generalitza la noció de factorial senzill, la següent definició de les funcions factorials múltiples valorades per valors enters (multifactorials) o {\displaystyle \alpha }-factorial, amplia la noció de la funció doble factorial per a {\displaystyle \alpha \in \mathbb {Z} ^{+}}:
{\displaystyle n!_{(\alpha )}={\begin{cases}n\cdot (n-\alpha )!_{(\alpha )}&{\text{ si }}n>0;\\1&{\text{ si }}-\alpha <n\leq 0;\\0&{\text{ d'una altra manera. }}\end{cases}}}
Les classes parametritzades de funcions multifactorial es descriuen breument a l'article principal sobre factorials. S'inclou aquí les subseccions següents de l'article principal per la seva rellevància.

### Desenvolupament alternatiu del multifactorial
De la mateixa manera que {\displaystyle n!} no està definit per enters negatius, i {\displaystyle n!!} no està definit per a nombres enters negatius, {\displaystyle n!_{(\alpha )}} no està definit per enters negatius divisibles per {\displaystyle \alpha }. Alternativament, el multifactorial z!(k) es pot estendre a la majoria de nombres reals i complexos {\displaystyle z}, observant que quan {\displaystyle z} és un múltiple positiu de {\displaystyle k}, llavors
{\displaystyle z!^{(k)}=z(z-k)\cdots (k+1)=k^{(z-(1-cos(\pi z))/2)/k}\left({\frac {z}{k}}\right)\left({\frac {z-k}{k}}\right)\cdots \left({\frac {k+1}{k}}\right)=k^{(z-(1-cos(\pi z))/2)/k}{\frac {\Gamma \left({\frac {z}{k}}+1\right)}{\Gamma \left({\frac {1}{k}}+1\right)^{\left(1-cos(\pi z)\right)/2}}}\,.}
Aquesta última expressió es defineix molt més àmpliament que l'original; amb aquesta definició, z!(k) es defineix per a tots els nombres complexos, excepte els nombres reals negatius divisibles per {\displaystyle k}. Aquesta definició és coherent amb la definició anterior només per a aquells nombres enters {\displaystyle z} que satisfan {\displaystyle z\equiv 1{\bmod {k}}}.
A més d'ampliar z!(k) a la majoria de nombres complexos {\displaystyle z}, aquesta definició té la característica de treballar per a tots els valors reals positius de {\displaystyle k}. A més, quan {\displaystyle k=1}, aquesta definició és matemàticament equivalent a la funció {\displaystyle \Pi (z)}, descrita anteriorment. A més, quan {\displaystyle k=2}, aquesta definició és matemàticament equivalent al desenvolupament alternatiu del doble factorial (veure l'apartat Arguments complexos).

### Generalització dels nombres de Stirling desenvolupant les funcions multifactorials
Una classe de generalització de nombres de Stirling de primera espècie es defineix per a {\displaystyle \alpha >0} per la següent relació de recurrència triangular:
{\displaystyle \left[{\begin{matrix}n\\k\end{matrix}}\right]_{\alpha }=(\alpha n+1-2\alpha )\left[{\begin{matrix}n-1\\k\end{matrix}}\right]_{\alpha }+\left[{\begin{matrix}n-1\\k-1\end{matrix}}\right]_{\alpha }+\delta _{n,0}\delta _{k,0}.}
D'aquesta generalització de coeficients {\displaystyle \alpha }-factorial es generen els diferents productes polinòmics simbòlics que defineixen els multifactorials, o funcions {\displaystyle \alpha }-factorial, {\displaystyle (x-1)!_{(\alpha )}}, com
{\displaystyle {\begin{aligned}(x-1|\alpha )^{\underline {n}}&:=\prod _{i=0}^{n-1}\left(x-1-i\alpha \right)=(x-1)(x-1-\alpha )\cdots (x-1-(n-1)\alpha )\\&=\sum _{k=0}^{n}\left[{\begin{matrix}n\\k\end{matrix}}\right](-\alpha )^{n-k}(x-1)^{k}\\&=\sum _{k=1}^{n}\left[{\begin{matrix}n\\k\end{matrix}}\right]_{\alpha }(-1)^{n-k}x^{k-1}.\end{aligned}}}
Noteu que els diferents desenvolupaments polinòmics en les equacions anteriors realment defineixen el producte {\displaystyle \alpha }-factorial per a múltiples casos diferents dels menys residus {\displaystyle x\equiv n_{0}{\pmod {\alpha }}} for {\displaystyle n_{0}\in \{0,1,2,\ldots ,\alpha -1\}}.
La generalització dels polinomis {\displaystyle \alpha }-factorial, {\displaystyle \sigma _{n}^{(\alpha )}(x)} on {\displaystyle \sigma _{n}^{(1)}(x)\equiv \sigma _{n}(x)},que generalitzen els polinomis Stirling (convolució) des del cas del factorial simple fins als casos de multifactorials, es defineixen per
{\displaystyle \sigma _{n}^{(\alpha )}(x):=\left[{\begin{matrix}x\\x-n\end{matrix}}\right]_{(\alpha )}{\frac {(x-n-1)!}{x!}}}
per a {\displaystyle 0\leq n\leq x}. Aquests polinomis tenen una funció generatriu ordinària de forma tancada, particularment bona, donada per
{\displaystyle \sum _{n\geq 0}x\cdot \sigma _{n}^{(\alpha )}(x)z^{n}=e^{(1-\alpha )z}\left({\frac {\alpha ze^{\alpha z}}{e^{\alpha z}-1}}\right)^{x}.}
Altres propietats combinatòries i desenvolupaments d'aquesta generalització també són considerades en triangles {\displaystyle \alpha }-factorial i seqüències polinòmiques.

### Magnituds finites exactes que impliquen múltiples funcions factorials
Suposem que {\displaystyle n\geq 1} i {\displaystyle \alpha \geq 2} són valors enters. A continuació, podem ampliar les següents sumes finites individuals que impliquen el multifactorial o funcions {\displaystyle \alpha }-factorial, {\displaystyle (\alpha n-1)!_{(\alpha )}} en termes de símbol de Pochhammer i la generalització, i els coeficients binomials generats racionalment valorats com
{\displaystyle {\begin{aligned}(\alpha n-1)!_{(\alpha )}&=\sum _{k=0}^{n-1}{\binom {n-1}{k+1}}(-1)^{k}\times \left({\frac {1}{\alpha }}\right)_{-(k+1)}\left({\frac {1}{\alpha }}-n\right)_{k+1}\times (\alpha (k+1)-1)!_{(\alpha )}(\alpha (n-k-1)-1)!_{(\alpha )}\\&=\sum _{k=0}^{n-1}{\binom {n-1}{k+1}}(-1)^{k}\times {\binom {{\frac {1}{\alpha }}+k-n}{k+1}}{\binom {{\frac {1}{\alpha }}-1}{k+1}}\times (\alpha (k+1)-1)!_{(\alpha )}(\alpha (n-k-1)-1)!_{(\alpha )},\end{aligned}}}
i, a més, també tenim dos desenvolupaments d'aquestes funcions
{\displaystyle {\begin{aligned}(\alpha n-1)!_{(\alpha )}&=\sum _{k=0}^{n-1}\sum _{i=0}^{k+1}{\binom {n-1}{k+1}}{\binom {k+1}{i}}(-1)^{k}\alpha ^{k+1-i}(\alpha i-1)!_{(\alpha )}(\alpha (n-1-k)-1)!_{(\alpha )}\times (n-1-k)_{k+1-i}\\&=\sum _{k=0}^{n-1}\sum _{i=0}^{k+1}{\binom {n-1}{k+1}}{\binom {k+1}{i}}{\binom {n-1-i}{k+1-i}}(-1)^{k}\alpha ^{k+1-i}(\alpha i-1)!_{(\alpha )}(\alpha (n-1-k)-1)!_{(\alpha )}\times (k+1-i)!.\end{aligned}}}
Notem que les dues primeres sumes anteriors són similars en forma a una identitat combinatorial coneguda per a la funció doble factorial quan {\displaystyle \alpha :=2} donada per
{\displaystyle (2n-1)!!=\sum _{k=0}^{n-1}{\binom {n}{k+1}}(2k-1)!!(2n-2k-3)!!.}
Es poden trobar ampliacions finites addicionals de congruències per a les funcions {\displaystyle \alpha }-factorial, {\displaystyle (\alpha n-d)!_{(\alpha )}}, mòdul qualsevol enter enter prescrit {\displaystyle h\geq 2} per a {\displaystyle 0\leq d<\alpha }.